# Fresnes-sur-Apance
Pour les articles homonymes, voir Fresnes et Apance (homonymie).
Fresnes-sur-Apance est une commune française située dans le département de la Haute-Marne, en région Grand Est.

## Géographie

### Localisation
Fresnes-sur-Apance est située à envviron 7 kilomètres à l'est de Bourbonne-les-Bains.

### communes limitrophes
| Senaide (Vosges)    | Ainvelle Les Thons (Vosges) | Lironcourt (Vosges)          |
| Bourbonne-les-Bains | Fresnes-sur-Apance          | Châtillon-sur-Saône (Vosges) |
|                     | Melay                       | Enfonvelle                   |

### Toponymie
Fresne est un mot  français issu du latin fraxinus signifiant frêne.

### Hydrographie
La commune est dans le bassin versant de la Saône au sein du bassin Rhône-Méditerranée-Corse. Elle est drainée par l'Apance, le ruisseau de Ferrière, le ruisseau de Ferrières et le ruisseau des Grandes Fontaines.
L'Apance, d'une longueur de 34 km, prend sa source dans la commune de Serqueux et se jette  dans la Saône à Châtillon-sur-Saône, après avoir traversé huit communes. Les caractéristiques hydrologiques de l'Apance [amont] sont données par la station hydrologique située sur la commune de Bourbonne-les-Bains. Le débit moyen mensuel est de 0,914 m3/s. Le débit moyen journalier maximum est de 46,8 m3/s, atteint lors de la crue du 15 juillet 2021. Le débit instantané maximal est quant à lui de 75,8 m3/s, atteint le même jour.

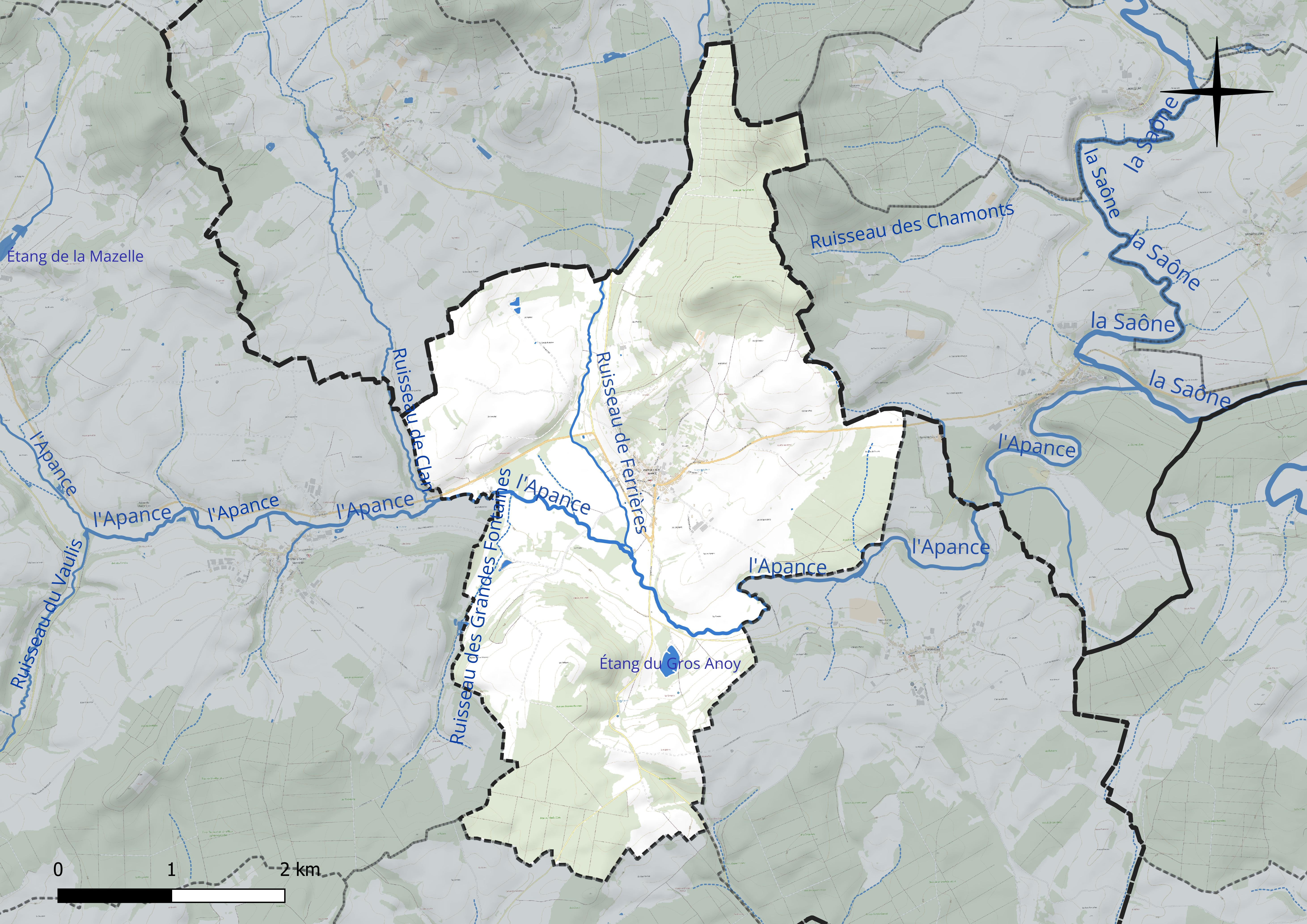
Réseau hydrographique de Fresnes-sur-Apance.

Un plan d'eau complète le réseau hydrographique : l'étang du Gros Anoy (3 ha),.

### Climat
Pour des articles plus généraux, voir Climat du Grand Est et Climat de la Haute-Marne.
En 2010, le climat de la commune est de type climat des marges montargnardes, selon une étude du Centre national de la recherche scientifique s'appuyant sur une série de données couvrant la période 1971-2000. En 2020, Météo-France publie une typologie des climats de la France métropolitaine dans laquelle la commune est exposée à un climat océanique altéré et est dans la région climatique  Lorraine, plateau de Langres, Morvan, caractérisée par un hiver rude (1,5 °C), des vents modérés et des brouillards fréquents en automne et hiver. 
Pour la période 1971-2000, la température annuelle moyenne est de 9,9 °C, avec une amplitude thermique annuelle de 17 °C. Le cumul annuel moyen de précipitations est de 936 mm, avec 12,9 jours de précipitations en janvier et 9,5 jours en juillet. Pour la période 1991-2020, la température moyenne annuelle observée sur la station météorologique de Météo-France la plus proche, « Fayl-Billot_sapc », sur la commune de Fayl-Billot à 25 km à vol d'oiseau, est de 10,5 °C et le cumul annuel moyen de précipitations est de 995,6 mm. 
La température maximale relevée sur cette station est de 38,5 °C, atteinte le 25 juillet 2019 ; la température minimale est de −16,1 °C, atteinte le 24 décembre 2001,,. 
Les paramètres climatiques de la commune ont été estimés pour le milieu du siècle (2041-2070) selon différents scénarios d'émission de gaz à effet de serre à partir des nouvelles projections climatiques de référence DRIAS-2020. Ils sont consultables sur un site dédié publié par Météo-France en novembre 2022.

## Urbanisme

### Typologie
Au 1er janvier 2024, Fresnes-sur-Apance est catégorisée commune rurale à habitat dispersé, selon la nouvelle grille communale de densité à sept niveaux définie par l'Insee en 2022.
Elle est située hors unité urbaine et hors attraction des villes,.

### Occupation des sols

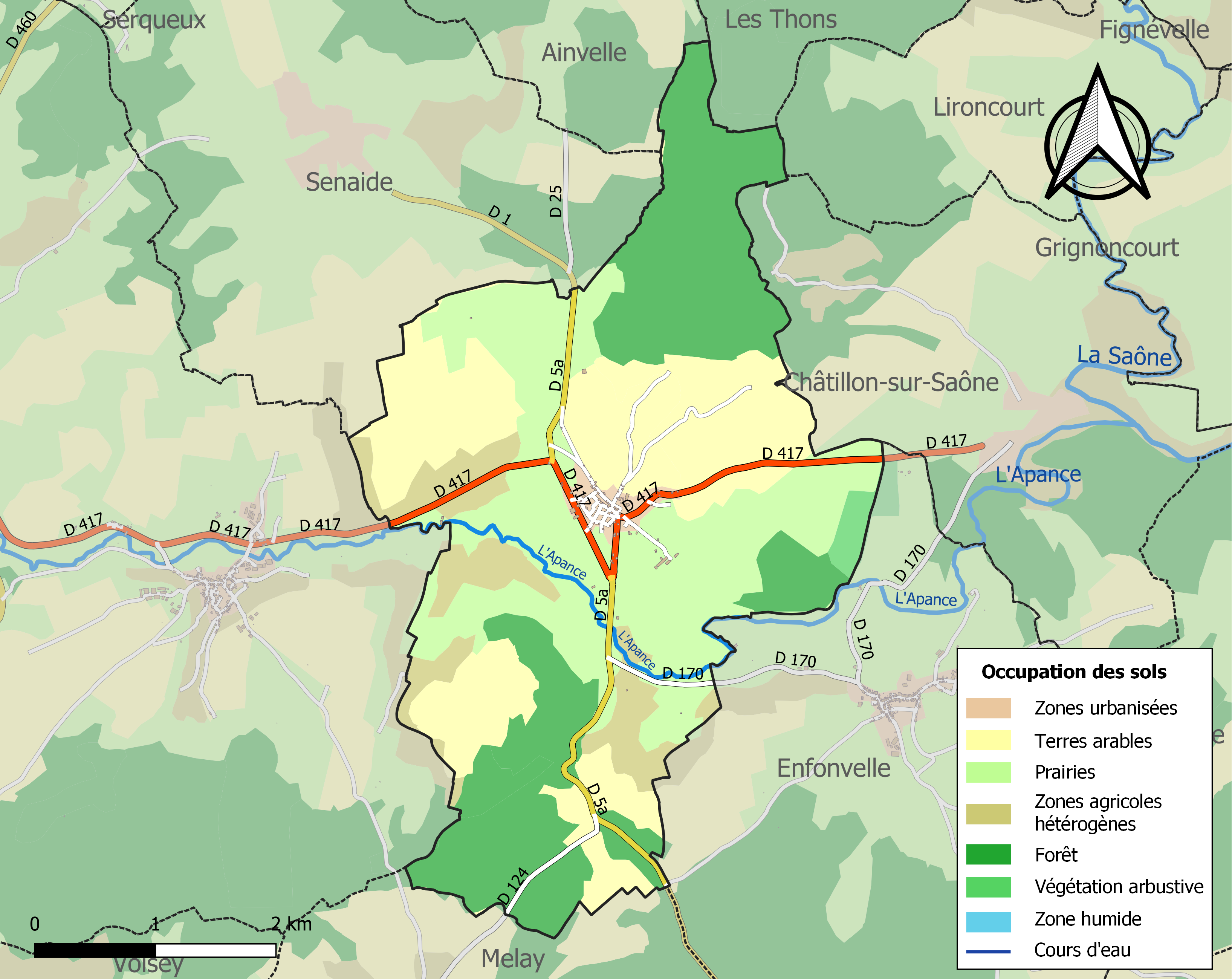
Carte des infrastructures et de l'occupation des sols de la commune en 2018 (CLC).

L'occupation des sols de la commune, telle qu'elle ressort de la base de données européenne d’occupation biophysique des sols Corine Land Cover (CLC), est marquée par l'importance des territoires agricoles (67,3 % en 2018), une proportion sensiblement équivalente à celle de 1990 (67,2 %). La répartition détaillée en 2018 est la suivante : 
prairies (30,9 %), forêts (30 %), terres arables (23 %), zones agricoles hétérogènes (8,8 %), cultures permanentes (4,6 %), zones urbanisées (1,7 %), milieux à végétation arbustive et/ou herbacée (1 %). L'évolution de l’occupation des sols de la commune et de ses infrastructures peut être observée sur les différentes représentations cartographiques du territoire : la carte de Cassini (XVIIIe siècle), la carte d'état-major (1820-1866) et les cartes ou photos aériennes de l'IGN pour la période actuelle (1950 à aujourd'hui).

## Toponymie
Le nom de la localité est attesté sous les formes Frayne (1235) ; Frasnei (1250) ; Fraxinus-les-Vodois (1329) ; Fraine-sur-Apance (1726) ; Fresnes-sur-Apance (1889). 
Du latin fraxinus signifiant Frêne. Pluriel de l'ancien français fresnes, représentant la fixation de l'oïl (ancien français) fraisne « frêne », devenu fresne par la suite et enfin frêne en français moderne et fait référence à l'arbre. 
L'Apance est une rivière de l'Est de la France. C'est l'un des principaux affluents du cours supérieur de la Saône issus de l'ancienne région Champagne-Ardenne, dont c'était la rivière la plus orientale, aux confins des anciennes régions Lorraine et Franche-Comté.

## Histoire
Entre le XVe et le XVIIIe siecle, Fresnes-sur-Apance est une terre de surséance disputée entre la Franche-Comté, la Champagne et la Lorraine.
En 1857, un incendie détruit 114 foyers dans le village.

## Politique et administration

### Liste des maires
| Période                                  | Période  | Identité            | Étiquette | Qualité       |
| ---------------------------------------- | -------- | ------------------- | --------- | ------------- |
| Les données manquantes sont à compléter. |          |                     |           |               |
| mars 2008                                | 2020     | Jean-Marie Thiébaut |           |               |
| octobre 2020                             | En cours | Nathalie Blanc      |           | fonctionnaire |

## Population et société

### Démographie
L'évolution du nombre d'habitants est connue à travers les recensements de la population effectués dans la commune depuis 1793. Pour les communes de moins de 10 000 habitants, une enquête de recensement portant sur toute la population est réalisée tous les cinq ans, les populations de référence des années intermédiaires étant quant à elles estimées par interpolation ou extrapolation. Pour la commune, le premier recensement exhaustif entrant dans le cadre du nouveau dispositif a été réalisé en 2006.

En 2022, la commune comptait 161 habitants, en évolution de +6,62 % par rapport à 2016 (Haute-Marne : −4,62 %, France hors Mayotte : +2,11 %).
| 1793  | 1800  | 1806  | 1821  | 1831  | 1836  | 1841  | 1846  | 1851  |
| ----- | ----- | ----- | ----- | ----- | ----- | ----- | ----- | ----- |
| 1 283 | 1 237 | 1 220 | 1 146 | 1 218 | 1 252 | 1 281 | 1 234 | 1 207 |

| 1856  | 1861  | 1866  | 1872  | 1876  | 1881 | 1886 | 1891 | 1896 |
| ----- | ----- | ----- | ----- | ----- | ---- | ---- | ---- | ---- |
| 1 101 | 1 106 | 1 123 | 1 081 | 1 055 | 996  | 930  | 892  | 823  |

| 1901 | 1906 | 1911 | 1921 | 1926 | 1931 | 1936 | 1946 | 1954 |
| ---- | ---- | ---- | ---- | ---- | ---- | ---- | ---- | ---- |
| 765  | 746  | 631  | 513  | 490  | 443  | 403  | 392  | 369  |

| 1962 | 1968 | 1975 | 1982 | 1990 | 1999 | 2006 | 2011 | 2016 |
| ---- | ---- | ---- | ---- | ---- | ---- | ---- | ---- | ---- |
| 343  | 300  | 244  | 243  | 217  | 170  | 157  | 170  | 151  |

| 2021 | 2022 | - | - | - | - | - | - | - |
| ---- | ---- | - | - | - | - | - | - | - |
| 156  | 161  | - | - | - | - | - | - | - |

## Culture locale et patrimoine

### Lieux et monuments
- L'église Saint-Julien
- Le château Maillard, maison forte dont une façade porte la date de 1594, restauré par Roland Cerff et le sculpteur Marcel Joosen.
- Le monument aux morts
- La chapelle Notre-Dame-de-Pitié, construite à l'emplacement d'un oratoire dédié à la Vierge et consacrée en 1855 à la suite d'une épidémie de choléra.
- Le lavoir

### Galerie

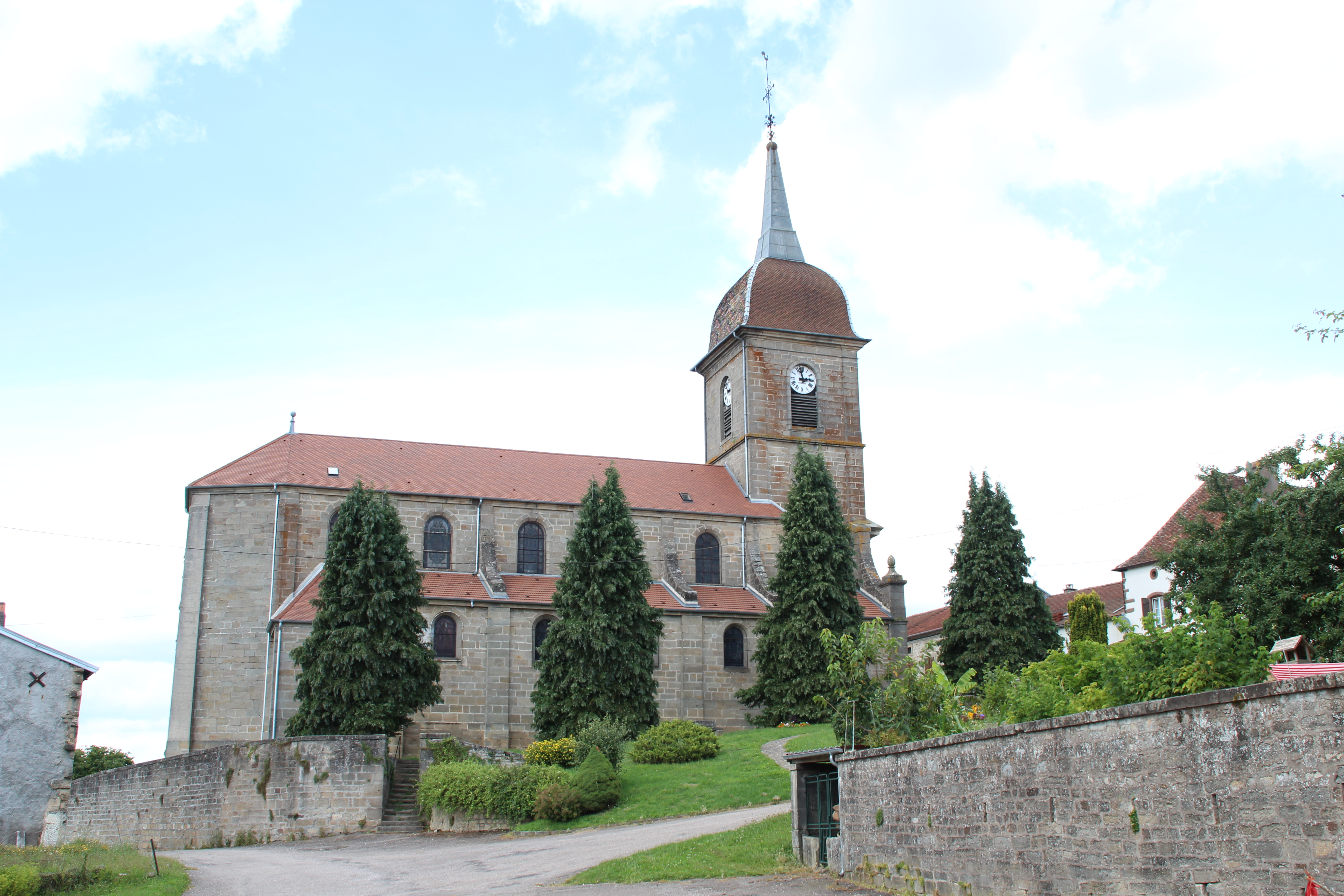
L'église.
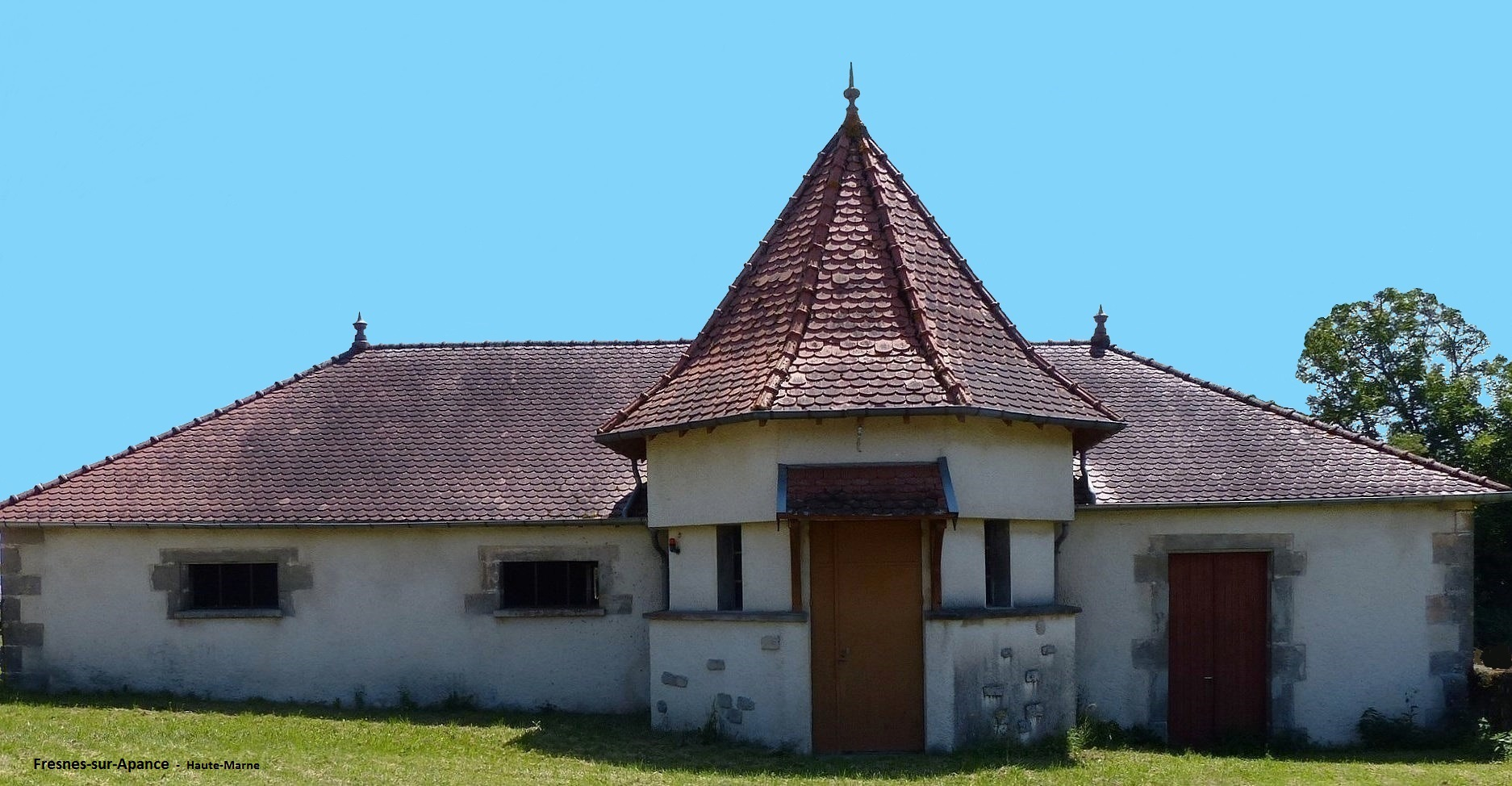
Le lavoir
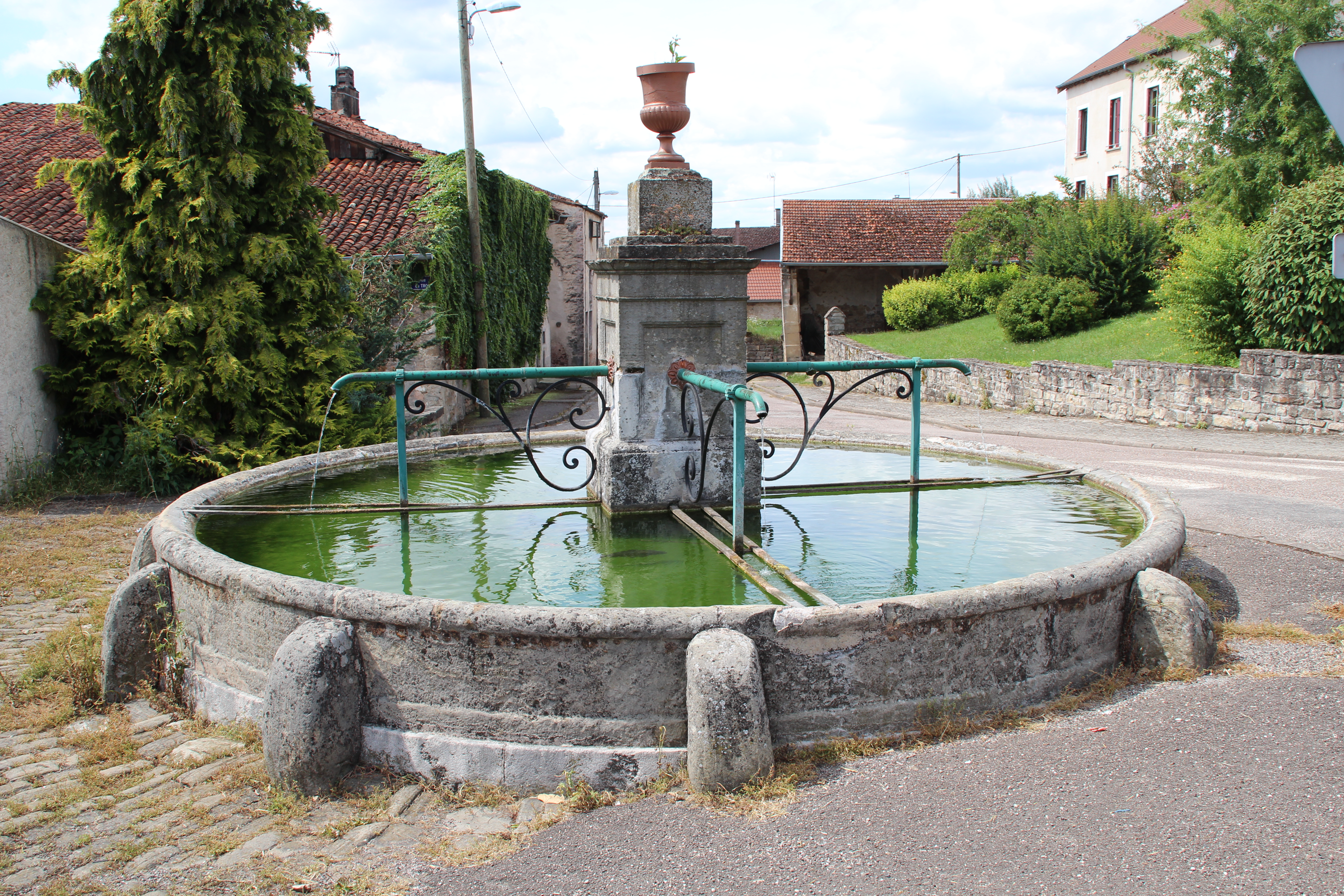
Une fontaine.
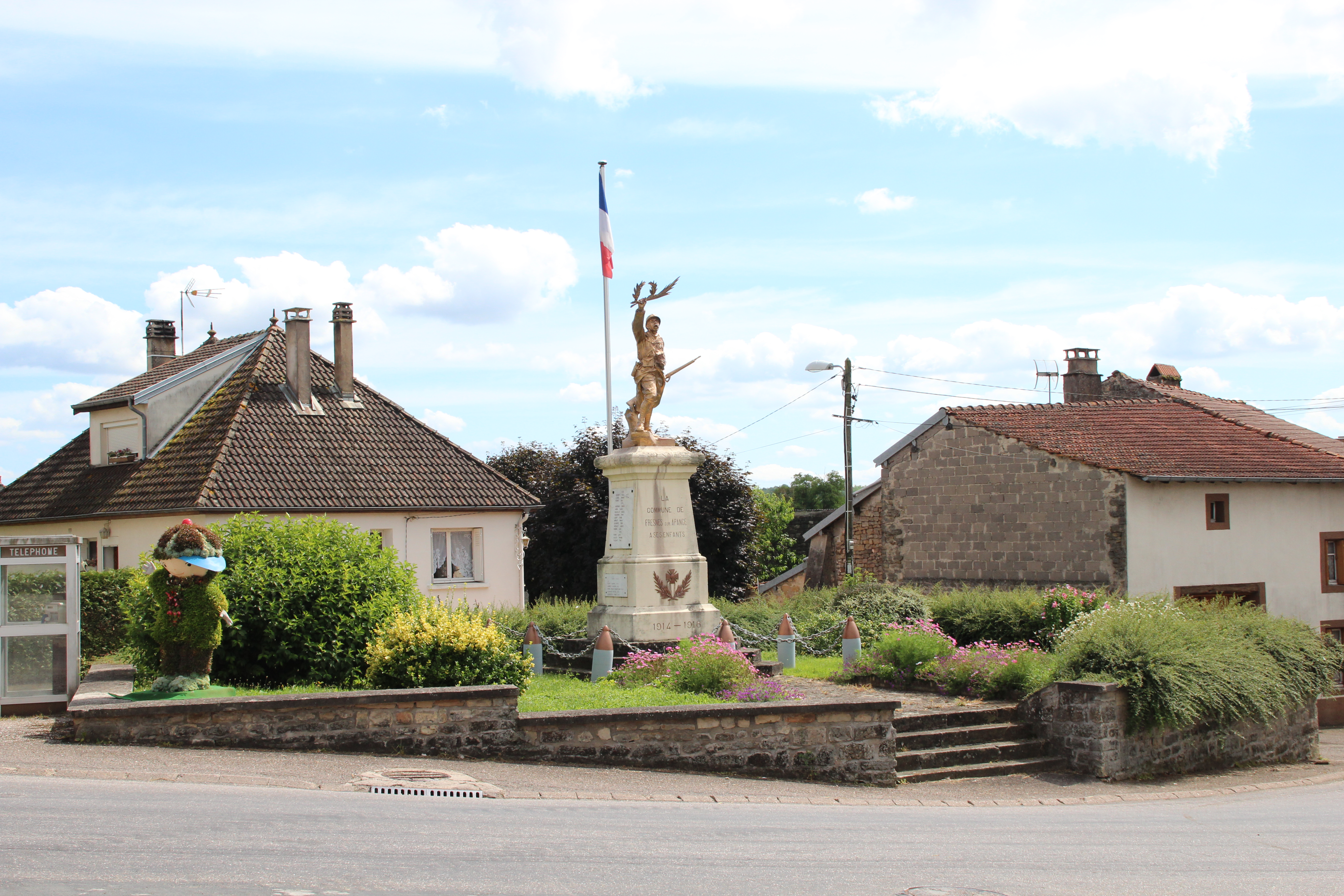
Le monument aux morts.

### Personnalités liées à la commune
- Julien Nicolas Clerc (1844-1885), prêtre français des Missions étrangères de Paris[27].
- Jules Viard (1862-1939), archiviste et historien né à Fresnes-sur-Apance.
- René Ach (1940-2006), sculpteur et designeur, né à Fresnes-sur-Apance

### Héraldique
| Blason de Fresnes-sur-Apance | Blason  | D'or au frêne terrassé de sinople, le fût accosté de deux léopards adossés de gueules ; au chef d'azur chargé de trois étoiles d'argent. |
| Blason de Fresnes-sur-Apance | Détails | Le statut officiel du blason reste à déterminer.                                                                                         |